# 天星碼頭多層停車場

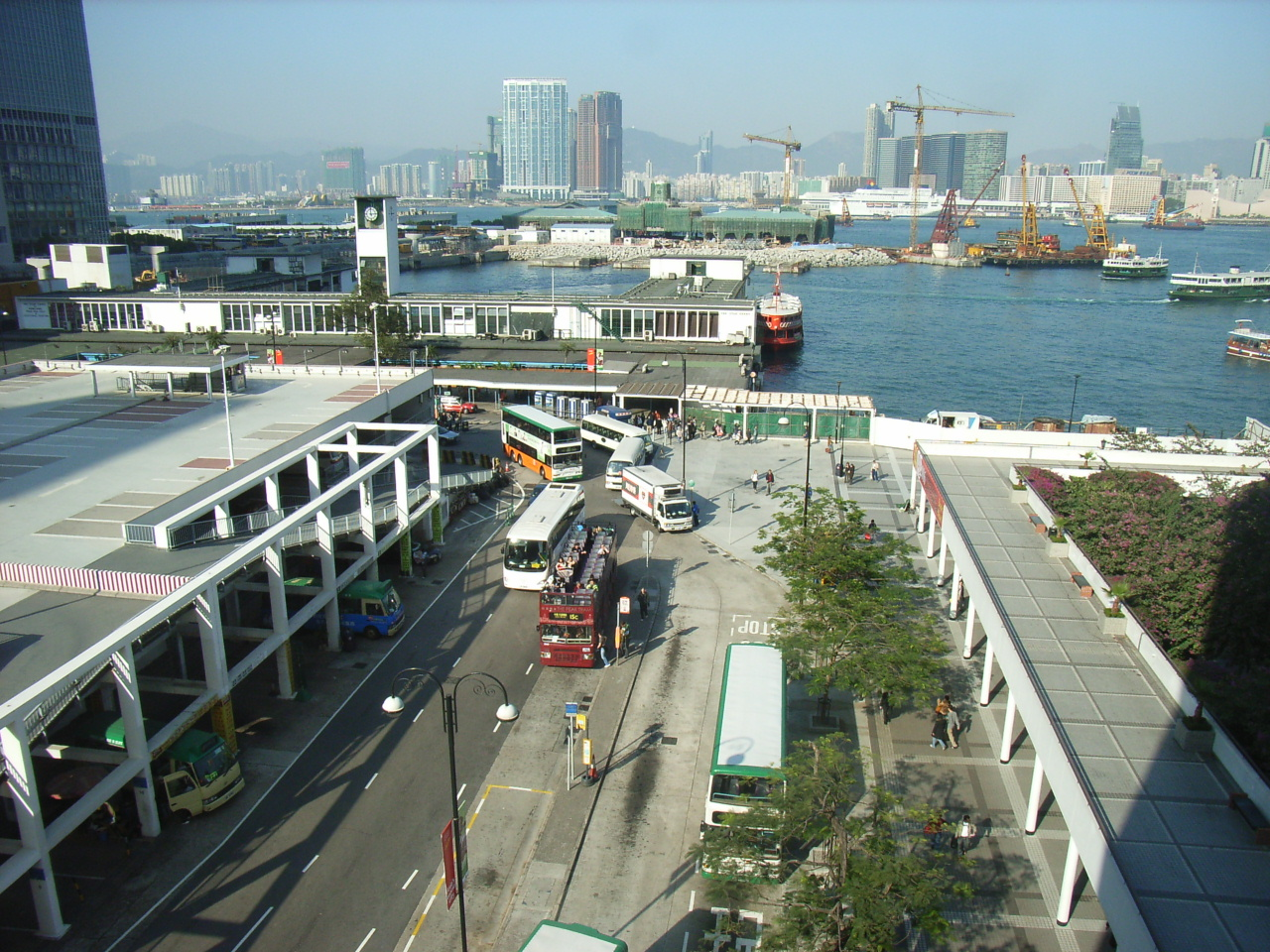
昔日天星碼頭多層停車場前方為愛丁堡廣場碼頭（2006年）

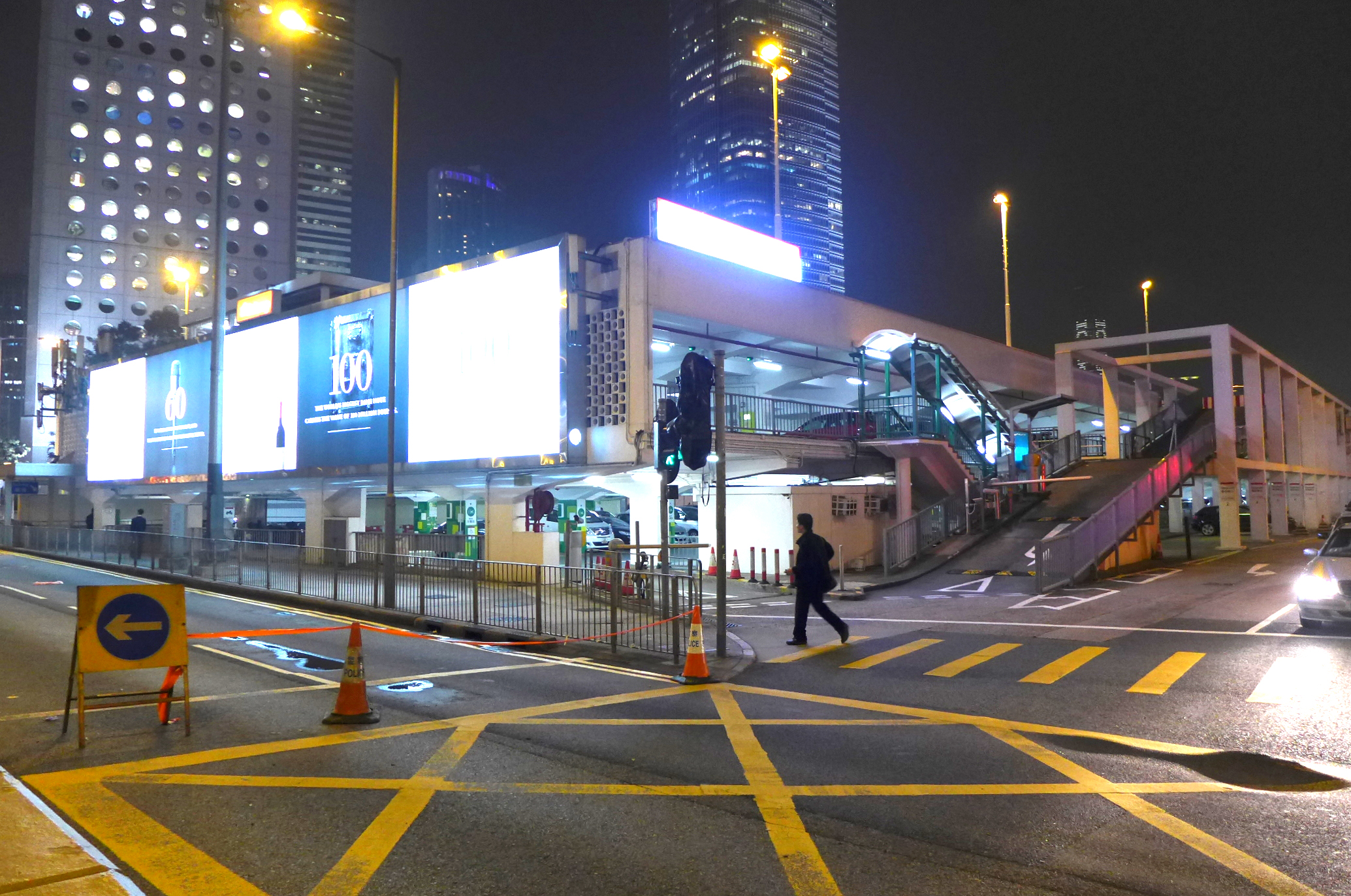
晚間天星碼頭多層停車場（2014年）

天星碼頭多層停車場（英語：Star Ferry Multi-storey Car Park），是香港島中區中環愛丁堡廣場9號的一個多層停車場，位於前中環天星碼頭（即愛丁堡廣場碼頭）以南毗鄰。建於1957年，由當時工務局英國建築師 Ron Phillips 參與設計，為香港首個多層停車場。雖然天星碼頭已於2006年搬遷，但停車場名稱未有改動。

## 設施

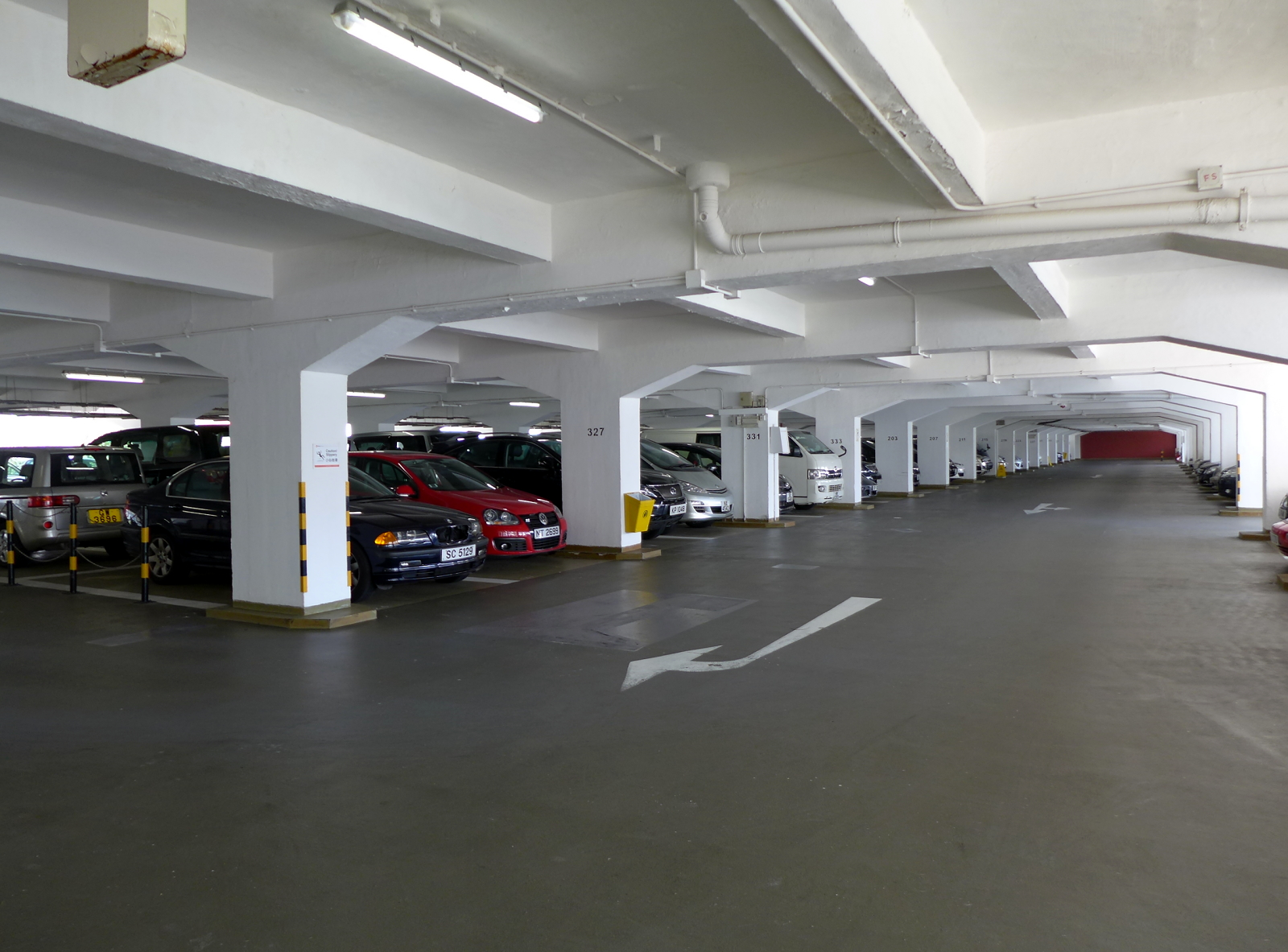
停車場1樓內貌（2014年）

天星碼頭多層停車場分為3層，共有370個車位。頂層是露天車場，在此適合攝影、拍外景、看節日煙花匯演也很壯觀。
天星碼頭多層停車場設有CSL、3香港、中國移動香港和數碼通流動電話基站。
停車場為香港政府物業，經投標後由威信停車場取得經營權，收費亦為中環區最便宜。
2014年，運輸署及政府產業署於停車場內安裝38個標準充電車位，惟經常出現被汽油車佔用的情況。

## 全景圖

天星碼頭多層停車場的頂層露天車場

## 擬更改用途
2013年，香港政府曾指部分公共停車場使用率，擬將三處更改土地用途作商廈或住宅，包括中環天星碼頭停車場、上環林士街多層停車場及荃灣運輸綜合大樓停車場。不過駕駛者認為中西區車位緊張，美利道多層停車場於2017年已經預備拆卸而停用，擔心如更多停車場一旦被改變用途，會導致違例「街泊」的問題更嚴重。
2020年2月27日，發展局公佈2020至2021年度的賣地計劃，其中一幅較矚目為中環新海濱3號用地，毗鄰國際金融中心二期，並會橫跨龍和道及耀星街。商業用地佔約51.63萬方呎，位置包括天星碼頭多層停車場及香港郵政總局，項目未來預計作地標式建築。

## 相片集

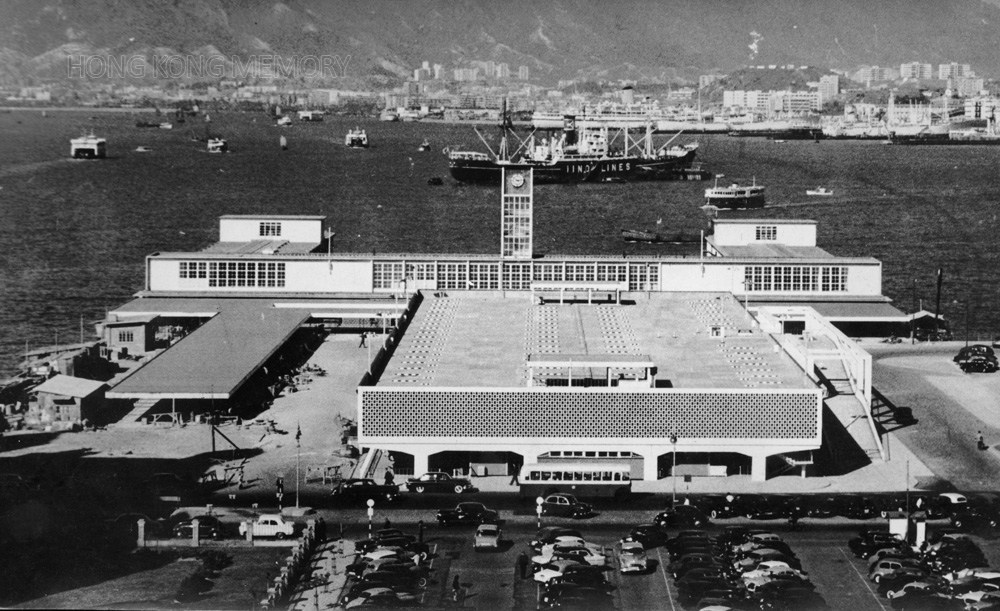
1957年剛完工的天星碼頭及多層停車場
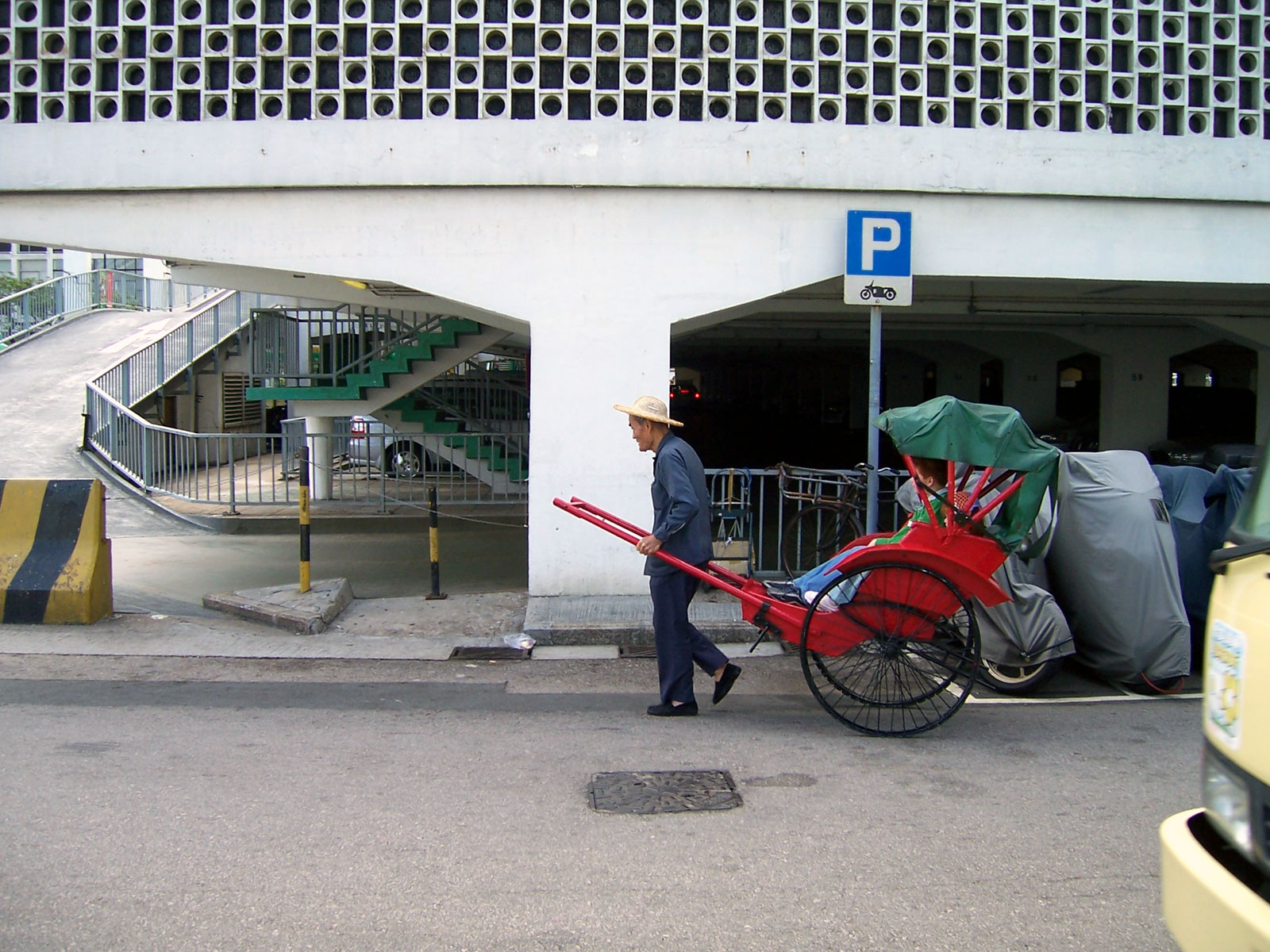
2006年天星碼頭清拆前在附近經營人力車的車伕「洪叔」
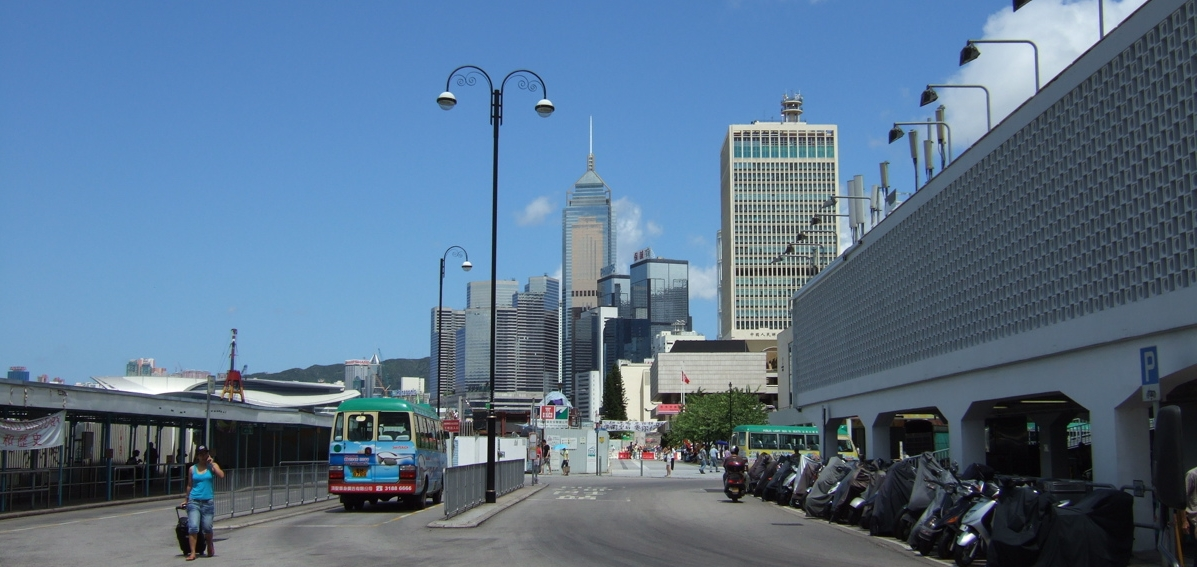
停車場1樓北面（臨海）及南面均用上通花磚設計 (後期位置間中供掛上大型廣告橫幅)
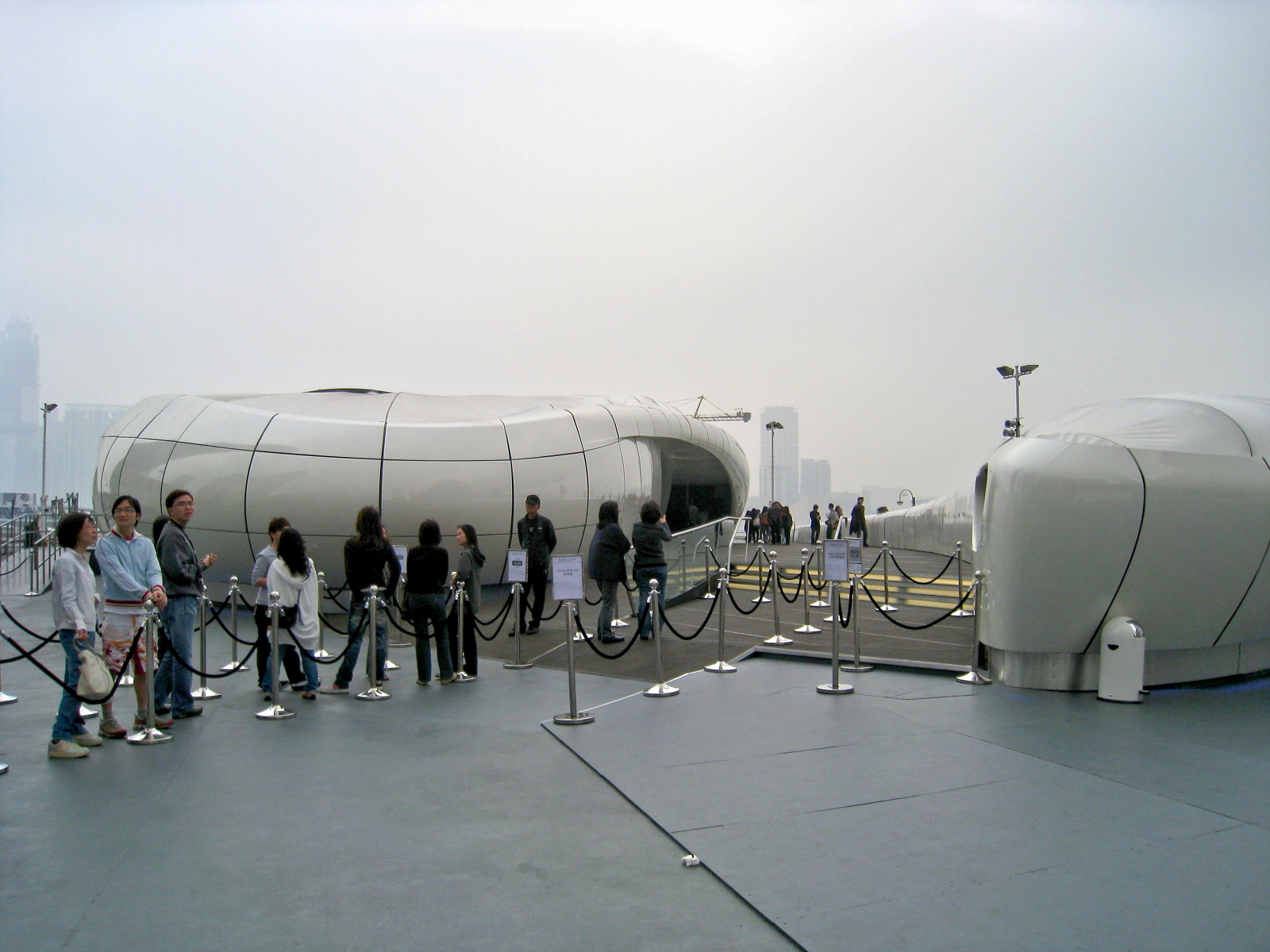
2008年2月停車場頂層曾舉行 Chanel Moblie Art 展覽

## 鄰近建築
天星碼頭多層停車場鄰近名廈林立:
- 香港大會堂
- 香港會
- 香港郵政總局
- 怡和大廈

## 交通
- 香港大會堂紀念花園
- 中環 (大會堂) 巴士總站

## 参看
- 中環及灣仔填海計劃
- 中環碼頭
- 維多利亞港

## 外部連結
维基共享资源上的相關多媒體資源：天星碼頭多層停車場